# 尼斯河
尼斯河，全称卢萨蒂亚尼斯河（德語：Lausitzer Neiße；含义均为“卢萨蒂亚的尼斯河”，与“克沃兹科的尼斯河”相对），又称西尼斯河（英語：Western Neisse），位于中欧，是奥得河的主要支流之一。
尼斯河发源于捷克苏台德山脉的西部支脉伊泽拉山脉中，向北流入奥得河，全长252公里，流域面积4,403 km2（1,700 sq mi），其中下游198公里作为奥得河—尼斯河线的一部分成为了今日德国和波兰的南段边界。

## 外部链接

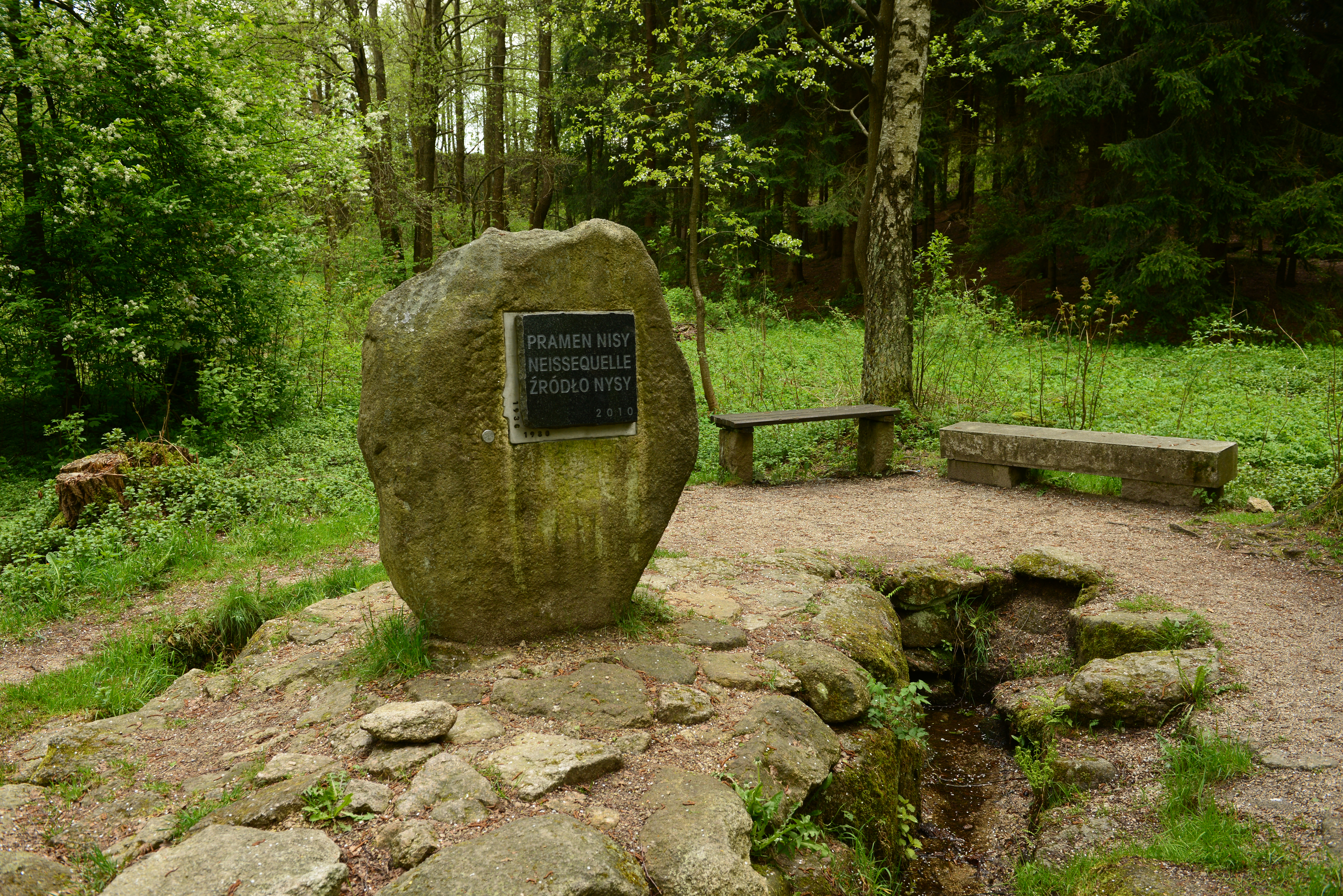